# 117595 Jemmadavidson
117595 Jemmadavidson este o planetă minoră (asteroid) din centura de asteroizi. A fost descoperită pe 4 martie 2005 la Mount Lemmon⁠(d) de Mount Lemmon Survey⁠(d). 
Obiectul prezintă o orbită caracterizată de o semiaxă mare de 3,1509468354806 UAi, o excentricitate de 0,22, o înclinație de 16,3 ° în raport cu ecliptica.